# Klaus Havenstein
Klaus Havenstein (né le 15 juin 1949 à Belgershain en Saxe) est un joueur de football est-allemand.
Klaus Havenstein est notamment connu pour avoir terminé meilleur buteur du championnat est-allemand lors de la saison 1977/78 avec 15 buts. Il a été six fois meilleur buteur de la deuxième division est-allemande.